# Calamaria boesemani
Calamaria boesemani är en ormart som beskrevs av Inger och Marx 1965. Calamaria boesemani ingår i släktet Calamaria och familjen snokar. IUCN kategoriserar arten globalt som otillräckligt studerad. Inga underarter finns listade.
Arten förekommer på östra Sulawesi. Honor lägger ägg.